# Junge (Familienname)
Junge ist ein deutscher Familienname.

## Namensträger
- Alfred Junge (1886–1964), deutscher Filmarchitekt
- Andreas Junge (1959–2009), deutscher Künstler
- August Junge (1821–1869), deutscher Mathematiker, Markscheider und Hochschullehrer
- Barbara Junge (Regisseurin) (* 1943), deutsche Dokumentarfilmregisseurin
- Barbara Junge (Journalistin) (* 1968), deutsche Journalistin
- Barbara Junge (Designerin) (* 1972), deutsche Designerin
- Bernd Junge (* 1941), deutscher Radrennfahrer
- Carl Junge-Swinburne (1878–1950), deutscher Schauspieler
- Christian Junge (1912–1996), deutscher Meteorologe
- Christoph Junge (um 1644–1687), deutscher Orgelbauer
- Daniel Junge, US-amerikanischer Filmemacher
- Dennis Junge (* 1983), deutscher Schauspieler
- Fiete Junge (1992–2018), deutscher Kanusportler
- Frank Junge (* 1967), deutscher Politiker (SPD)
- Frank W. Junge (* 1962), deutscher Geochemiker und Mineraloge
- Franziska Junge (* 1981), deutsche Schauspielerin
- Friedrich Junge (Pädagoge) (1832–1905), deutscher Pädagoge und Biologe
- Friedrich Junge (Ägyptologe) (* 1941), deutscher Ägyptologe
- Friedrich-Wilhelm Junge (1938–2025), deutscher Schauspieler
- Fritz Jungé (1865–1936), deutscher Generalmajor
- Gerhard Junge (1937–2012), deutscher Unternehmer
- Günter Junge (* 1928), deutscher Gebrauchsgrafiker und Hochschullehrer
- Gustav Junge (1879–1959), deutscher Lehrer und Mathematikhistoriker
- Hans-Hermann Junge (1914–1944), deutscher SS-Offizier, Kammerdiener von Adolf Hitler
- Heinrich Junge (1869–1945), deutscher Gärtner
- Hermann Junge (1841–1924), deutscher Gewerkschafter und Politiker (SPD)
- Hermann Locarek-Junge (* 1957), deutscher Ökonom
- Ingeborg Junge-Reyer (* 1946), deutsche Politikerin (SPD)
- Jekaterina Fjodorowna Junge (1843–1913), russische Malerin der Düsseldorfer Schule
- Jens Junge (* 1964), deutscher Unternehmer, Hochschullehrer, Spielforscher, Autor und Vortragsredner
- Jobst Johann Junge, (1642–1705), deutscher Goldschmied (Beschauzeichen)
- Johann Friedrich Junge (Johann Friedrich Jungen; 1686–1767), kurhannoverscher Baumeister
- Johannes Junge (Bildhauer), deutscher Bildhauer (15. Jh.)
- Johannes Junge (Rechenmeister), deutscher Rechenmeister (16. Jh.)
- Julius Junge, deutscher Goldschmied
- Klaus Junge (1924–1945), deutscher Schachspieler
- Klaus Junge (Physiker) (1926–2025), deutscher Physiker
- Lore Junge (1923–2009), deutsche politische Aktivistin
- Marc Junge, deutscher Rapper und Musikproduzent, siehe Mortis
- Margarete Junge (1874–1966), deutsche Künstlerin
- Marion Junge (* 1963), deutsche Politikerin (Linke)
- Martin Junge (Maler) (1904–1982), deutscher Grafiker und Maler
- Martin Junge (* 1961), chilenischer Theologe
- Mathias Junge (* 1974), deutscher Schauspieler
- Matthias Junge (* 1960), deutscher Soziologe
- Maximilian Jungé (1815–1895), deutscher Generalmajor
- Norman Junge (1938–2022), deutscher bildender Künstler
- Oliver Junge (* 1968), deutscher Mathematiker
- Otto Junge (Architekt), deutscher Architekt
- Otto Junge (Schachspieler) (Carlos Otto Junge; 1887–1978), chilenisch-deutscher Schachspieler
- Paul Junge (1881–1919), deutscher Botaniker und Lehrer
- Peter Julius Junge (1913–1943), deutscher Althistoriker und Iranist
- Ralph Junge (* 1969), deutscher Basketballtrainer
- Regina Junge (* 1939), deutsche Keramikerin
- Reinhard Junge (* 1946), deutscher Schriftsteller
- Ricarda Junge (* 1979), deutsche Schriftstellerin
- Stefan Junge (* 1950), deutscher Leichtathlet
- Svend Junge (1930–2007), dänischer Unternehmer, Philanthrop und Kommunalpolitiker
- Tidemann Junge († 1421), deutscher Politiker, Ratsherr in Lübeck
- Tim Junge (* 2001), deutscher Eishockeyspieler
- Tobias Rafael Junge (* 1981), deutscher Schriftsteller
- Traudl Junge (1920–2002), deutsche Sekretärin von Adolf Hitler
- Uwe Junge (* 1957), deutscher Offizier und Politiker (AfD)
- Walter Junge (1905–1990), deutscher Maler
- Winfried Junge (* 1935), deutscher Dokumentarfilmregisseur
- Wolf Junge (1903–1964), deutscher Seeoffizier der Reichsmarine und Kriegsmarine
- Wolfgang Junge (* 1940), deutscher Biophysiker